# Jakob Dybdal Abrahamsen
Jakob Dybdal Abrahamsen (født 29. juli 1994 i Aarhus) er en dansk atlet som har løbet for Aarhus 1900 i hele sin karriere. Dybdal konkurrerer i flere forskellige discipliner, men hans primære disciplin er 3000 meter forhindringsløb.
Med Laust Bengtsen som træner i Aarhus 1900 og den tidligere eliteløber i 3000 meter forhindringsløb, Peder Troldborg, som assistent, fik Jakob Dybdal Abrahamsen smag for at løbe og springe.
Dybdal er opvokset i en løbeglad familie, hvor både de to søstre og forældrene Lone Dybdal og Keld Abrahamsen har været særdeles aktive indenfor både orienteringsløb og atletik.
Jakob Dybdal begyndte på atletik i 2012 efter at have dyrket orienteringsløb det meste af sit liv. Hans første stævne var en 1500 meter i Marselisborghallen i januar 2012.
Dybdal har i årene 2014-2018 studeret Sport Management & Business i USA på Eastern Kentucky University. I disse år repræsenterede han samtidig universitetets atletikhold i cross og baneløb og deltog flere gange i den prestigefyldte NCAA-finale for universitetshold.

## Karriere
Jakob Dybdal har haft en flot karriere med mange medaljer. Dybdal har repræsenteret det danske landshold adskillige gange.
I 2021 blev det til en sejr i Eremitageløbet. 2019 sæsonen var god for Jakob, som tog sølv ved DM 10 km foran Abdi Ulad og kun slået af Thijs Nijhuis. Han kvalificerer sig til finalen i både 3000 meter forhindringsløb og 5000 meter ved Universiaden i Napoli, Italien. Han vinder sit første danske seniormesterskab i 3000 meter forhindringsløb og bliver udtaget til European Athletics Team Championships i Varazdin, Kroatien. Jakob løber under de magiske 40 minutter ved Eremitageløbet og kommer ind som nummer to. I efteråret kvalificere han sig til sit første senior NM i cross som foregik i Vierumäki, Finland.
2017 og 2018 var en svingende periode med flere skader. Men Jakob opnåede dog flere sub-9 og sub-15 tider. En god træningslejr i Kenya var med til at sikre ham et flot VM Cross i hjembyen Aarhus, Danmark, hvor han bliver fjerde bedste dansker på den kuperede rute ved Moesgaard Museum.
I 2016 blev han udtaget til sit første EM i Atletik for seniorer i Amsterdam, Holland. Dybdals pr. samme år på 8.34.04 fra 2016  gav ham All-American status ved NCAA i Eugene.
I 2015 sæsonen, hvor Jakob kvalificerede sig til EM-U23 Atletik på 3000 meter forhindringsløb i Tallinn, Estland, indledtes en fin sportskarriere i USA. Payton Jordan Invitational 2015 (se løbet her) og Virginia Challenge var blandt højdepunkterne i tiden på EKU.
NM U23 Atletik Jakob har repræsenteret Danmark ved de nordiske mesterskaber for U23 klassen her: Østerbro, Danmark (2014) hvor Jakob tog sølv efter norske Harald Kårbø.
EM U20 Atletik Dybdal har repræsenteret Danmark ved de europæiske mesterskaber for U20 klassen i Rieti, Italien (2013) på 3000 meter forhindringsløb, hvor han kom i mål som nummer seks i ny dansk juniorrekord DUR: 8:59.56.
NM U20 Atletik Jakob har repræsenteret Danmark ved følgende nordiske mesterskaber for U20 klassen: Espoo, Finland (2013) hvor han vandt guld på både 5000 meter og 3000 meter forhindringsløb. Växjö, Sverige (2012) hvor han vandt guld på 5000 meter og sølv 3000 meter forhindringsløb.
European Champion Clubs Cup Cross Country også kendt som ECCC XC deltog Jakob i stævnet ved Castellón, Spanien (2013), hvor han tog bronzemedalje i junior klassen.
EM U20 Crossløb Dybdal har repræsenteret Danmark ved følgende europæiske mesterskaber i cross for U20 klassen: Beograd, Serbien (2013) hvor han ender i et dramatisk styrt kort efter starten af løbet og får flere konkurrenters pigsko at mærke på kroppen. Han slutter på en 82. plads. Budapest, Ungarn (2012) hvor Jakob kommer ind på en 62. plads ,og det danske hold derved opnår en 9. plads ud af 21 nationer.
NM U20 Crossløb Jakob har repræsenteret Danmark ved følgende nordiske mesterskaber i cross for U20 klassen: Reykjavik, Island (2013) hvor han kom ind på en 7'ende plads, hvilket var med til at sikre hold-guld til det danske U20-hold. Tårnby, Danmark (2012) hvor han kom i mål som nummer tre efter Ferdinand Kvan Edman, Norge og Napoleon Solomon, Sverige.
Amerikanske national og regional hæderstitler:
Cross Country - NCAA Championship Participant (2014); All-OVC, First Team (2014); All-OVC, Second Team (2016, 2015)
Outdoor Track - Second Team All-American, 3000-meter steeplechase (2016); Regional Qualifier (2017, 2016, 2015); OVC Male Outdoor Track Athlete of the Year (2016); OVC Outdoor Freshman of the Year (2015)

## Personlige rekorder
| Disciplin              | Tid      | Stævne                                       | Dato          |
| ---------------------- | -------- | -------------------------------------------- | ------------- |
| 800 meter              | 1:54.92  | MTSU Invitational, USA                       | 04. feb. 2017 |
| 1500 meter             | 3:48.72  | TRACKS T4, Danmark                           | 27. maj 2019  |
| Mile                   | 4:07.45  | Kentucky Relays, USA                         | 07. maj 2016  |
| 3000 meter             | 8:17.04  | Hoosier Hills Invitational, USA              | 12. feb. 2016 |
| 3000 m forhindringsløb | 8:34.04  | NCAA Division I East Preliminary Round, USA  | 27. maj 2016  |
| 5000 meter             | 13:52.29 | Virginia Challenge, USA                      | 23. apr. 2017 |
| 10km                   | 29:40    | DM 10 km / Royal Run 2019, Danmark           | 10. juni 2019 |
| Halvmarathon           | 68:42    | Bestseller Aarhus City Halvmarathon, Danmark | 16. juni 2024 |

Jakob Dybdal er indehaver af to danske rekorder på 3000 meter forhindringsløb: DUR23 på 8:34.04 min og DUR20 på 8:59.58 min.
Hans personlige rekord på 3000 meter forhindringsløb er den fjerde hurtigste nogensinde løbet af en dansker. Kun overgået af Wigmar Pedersen, Ole Hesselbjerg og den danske rekordholder Flemming Jensen (PR 8:23.56)

## DM-Medaljer
Jakob Dybdal har vundet mange medaljer ved danske mesterskaber. Han har taget medaljer i de individuelle konkurrencer samt for hold ved flere lejligheder.
I nedenstående tabel er en oversigt over hans individuelle medaljer.
| Placering | Disciplin                  | Kategori | Tid      | Sted      | Dato                                                         |
| Guld      | 3000 meter forhindringsløb | Senior   | 9:05.14  | København | 16. aug 2020                                                 |
| Guld      | 3000 meter forhindringsløb | Senior   | 9:11.99  | Esbjerg   | 07. juli 2019 Arkiveret 30. januar 2022 hos Wayback Machine  |
| Sølv      | 10km Landevej / Royal Run  | Senior   | 29:40    | København | 10. juni 2019                                                |
| Sølv      | 3000 meter forhindringsløb | Senior   | 8:56.65  | Odense    | 24. aug. 2018                                                |
| Bronze    | 3000 meter forhindringsløb | Senior   | 9:35.30  | Odense    | 02. aug. 2014                                                |
| Sølv      | 5000m                      | Senior   | 14:40.38 | Ålborg    | 28. juli 2013 Arkiveret 22. oktober 2019 hos Wayback Machine |
| Sølv      | 3000 meter forhindringsløb | Senior   | 9:17.79  | Ålborg    | 27. juli 2013 Arkiveret 22. oktober 2019 hos Wayback Machine |
| Sølv      | 3000 meter forhindringsløb | Senior   | 9:44.70  | København | 25. aug. 2012 Arkiveret 22. oktober 2019 hos Wayback Machine |
| Guld      | 4km Kort Cross             | U20      | 12:31    | Herning   | 03. mar. 2013 Arkiveret 22. oktober 2019 hos Wayback Machine |
| Guld      | 10km Lang Cross            | U20      | 33:21    | Herning   | 02. mar. 2013 Arkiveret 22. oktober 2019 hos Wayback Machine |
| Guld      | 10km Landevej              | U20      | 31:33    | København | 24. mar. 2012 Arkiveret 22. oktober 2019 hos Wayback Machine |
| Bronze    | 10km Lang Cross            | U20      | 35:15    | Aarhus    | 10. mar. 2012 Arkiveret 22. oktober 2019 hos Wayback Machine |
| Bronze    | 4km Kort Cross             | U20      | 12:32    | Aarhus    | 11. mar. 2012 Arkiveret 22. oktober 2019 hos Wayback Machine |

## Internationale mesterskaber
Jakob Dybdal har deltaget ved mange internationale mesterskaber.
I nedenstående tabel ses en række af hans resultater på den internationale scene.
| Placering | Disciplin                  | Stævne                     | Tid      | Sted                       | Dato                                                         |
| Sølv      | 3000 meter forhindringsløb | NCAA Division I East       | 8:34.04  | Jacksonville, Florida, USA | 27. maj 2016                                                 |
| Sølv      | 5000m                      | Virginia Challenge         | 13:52.29 | Charlottesville, VA, USA   | 22. apr. 2016                                                |
| Guld      | 3000 meter forhindringsløb | Payton Jordan Invitational | 8:40.44  | Stanford University, USA   | 02. maj. 2015                                                |
| Sølv      | 3000 meter forhindringsløb | NM U23                     | 9:09.69  | Østerbro, Danmark          | 27. juli 2014 Arkiveret 24. oktober 2019 hos Wayback Machine |
| Guld      | 3000 meter forhindringsløb | NM U20                     | 9:17.54  | Espoo, Finland             | 17. aug. 2013 Arkiveret 22. oktober 2019 hos Wayback Machine |
| Guld      | 5000m                      | NM U20                     | 15:04.07 | Espoo, Finland             | 16. aug. 2013 Arkiveret 22. oktober 2019 hos Wayback Machine |
| Bronze    | 6km Cross                  | ECCC XC U20                | 18:30    | Castellón, Spanien         | 03. feb. 2013 Arkiveret 23. marts 2019 hos Wayback Machine   |
| Sølv      | 6km Cross                  | NM U20                     | 18:59    | Tårnby, Danmark            | 10. nov. 2012 Arkiveret 22. oktober 2019 hos Wayback Machine |
| Sølv      | 3000 meter forhindringsløb | NM U20                     | 9:31.91  | Växjö, Sverige             | 20. aug. 2012 Arkiveret 22. oktober 2019 hos Wayback Machine |
| Guld      | 5000m                      | NM U20                     | 15:16.63 | Växjö, Sverige             | 19. aug. 2012 Arkiveret 22. oktober 2019 hos Wayback Machine |